# Ben Vermaseren
Bernard Antoon (Ben) Vermaseren (Nijmegen, 16 februari 1912 – Breda, 12 januari 1989) was een Nederlands historicus. Zijn belangrijkste werk is De katholieke Nederlandsche geschiedschrijving in de XVIe en XVIIe eeuw over den opstand (1981) een fotomechanische herdruk van zijn proefschrift uit 1941, voorzien van afzonderlijk bij elkaar geplaatste aanvullingen tot mei 1981.

## Biografie
Ben Vermaseren groeide op in een katholiek milieu. Zijn vader was hoofd van een lagere school. Na zijn middelbareschoolopleiding aan het Dominicus College in Nijmegen studeerde hij van 1931 tot 1936 geschiedenis aan de Katholieke Universiteit Nijmegen, nu de Radboud Universiteit, te Nijmegen. In 1941 promoveerde hij in Nijmegen cum laude bij prof. J.D.M. Cornelissen. In zijn proefschrift, De katholieke Nederlandsche geschiedschrijving in de XVIe en XVIIe eeuw over den Opstand, een historiografische studie, behandelt hij de scheiding van de Nederlanden, met accent op politieke en godsdienstige factoren en vooral de katholieke kant van het conflict.
In zijn studententijd was Vermaseren lid van het Dietsch Studenten Verbond. De denkbeelden omtrent een 'Dietsche cultuur' en de Groot-Nederland gedachte hebben hem zijn leven lang gesinspireerd in zowel zijn wetenschappelijke als historische werken. Deze Groot-Nederlandse gedachte bracht hem in 1965 in conflict met D.J. Roorda van de Leidse Universiteit. Kenmerkend voor Vermaserens werken is zijn speurzin, eruditie en precisie. Zijn werk beslaat een smal historisch terrein, de 16de-eeuwse strijd van de Nederlanden, vanuit een katholiek perspectief, met een voorkeur voor de zuidelijke gewesten.
Vermaseren heeft jarenlang als geschiedenisleraar gewerkt, kort in Oldenzaal en zeven jaar aan het Bisschoppelijk College in Roermond, enkele jaren in Oss en tot 1968 in Breda. In de periode van zijn leraarschap heeft hij de taak op zich genomen de Geschiedkundige Schoolatlas van A.L. de Bont uit 1893, waarvan de 15de druk uit 1957 in gebruik was, te herzien. In 1960 verscheen de 16e, door Vermaseren bewerkte druk van de Atlas der algemene en vaderlandse geschiedenis, die bekend werd als de 'Atlas van Vermaseren'. De belangrijkste vernieuwing was dat Vermaseren een meer gemeenschappelijke geschiedenis van de Benelux in kaart bracht. In de 19de druk uit 1963 verzorgde de Utrechtse hoogleraar geschiedenis Pieter Geyl het voorwoord waarin hij het ruime begrip van de Nederlanden prijst.
Vanaf 1968 was Vermaseren verbonden aan het Bureau der Rijkscommissie voor Vaderlandse Geschiedenis, aanvankelijk als wetenschappelijk hoofdambtenaar, vanaf 1971 tot aan zijn pensionering in 1977 als directeur. In 1969 begon hij aan het "Rapport betreffende een uitgave van de correspondentie van Prins Willem I van Oranje", waarvoor hij archiefonderzoek deed in Brussel. Zijn onderzoek leverde veel vondsten op, maar was bij zijn pensionering in 1977 niet voltooid en is voortgezet door zijn opvolgers. Een enigszins gewijzige versie is afgedrukt in zijn bibliografie uit 1977. Na zijn pensionering in 1977 werkte Vermaseren aan de aangevulde tweede druk van zijn proefschrift dat in 1981 uit kwam.

## Persoonlijk leven
Vermaseren was gehuwd en had drie zonen en twee dochters. Na zijn studie ambieerde hij een carrière in de wetenschap. Door werkloosheid werd hij in 1939 leraar geschiedenis. Intussen werkte hij aan zijn proefschrift. In het leraarschap voelde hij zich niet op zijn plaats. Hij zag uit naar het professoraat, maar bij overlijden van professor Cornelissen in 1947 werd L.J. Rogier benoemd en Vermaseren gepasseerd. In datzelfde jaar nam hij een betaald redacteurschap aan voor het samenstellen van een Nederlandse rooms-katholieke kerkgeschiedenis. Dit project mislukte, waardoor hij noodgedwongen terugkeerde naar het onderwijs. De verschijning van de Atlas was een succes en voor Vermaseren financieel lucratief. De teleurstelling over zijn loopbaan heeft hem zijn hele leven parten gespeeld.

## Werken
- 1940 Leven en werken van Michael ab Isselt in: Historisch Tijdschrift 19 p. 337-338
- 1941 De katholieke Nederlandsche geschiedschrijving in de XVIe en XVIIe eeuw over den opstand, proefschrift
- 1949 Het ontstaan van Hadrianus Junius "Batavia" (1588), DBNG
- 1955 De werkzaamheid van Janus Dousa Sr ( 1604) als geschiedschrijver van Holland. DBNG
- 1956 P. C. Bockenberg (1548-1617), historieschrijver der Staten van Holland, DBNG
- 1957, 1959 en 1969 studie over Adam Henricpetri
- 1960 Atlas der algemene en vaderlandse geschiedenis
- 1981 De katholieke Nederlandse geschiedschrijving in de 16e en 17e eeuw over de opstand (1981) een herdruk van zijn proefschrift uit 1941, voorzien van aanvullingen tot mei 1981.
- 1981 Het ambt van historiografie in de Bourgondische Nederlanden in: P.A.M. Geurts en A.E.M. Janssen Geschiedschrijving in Nederland. Deel II: Geschiedbeoefening.